# Classificatie van Bordeauxwijnen van 1855

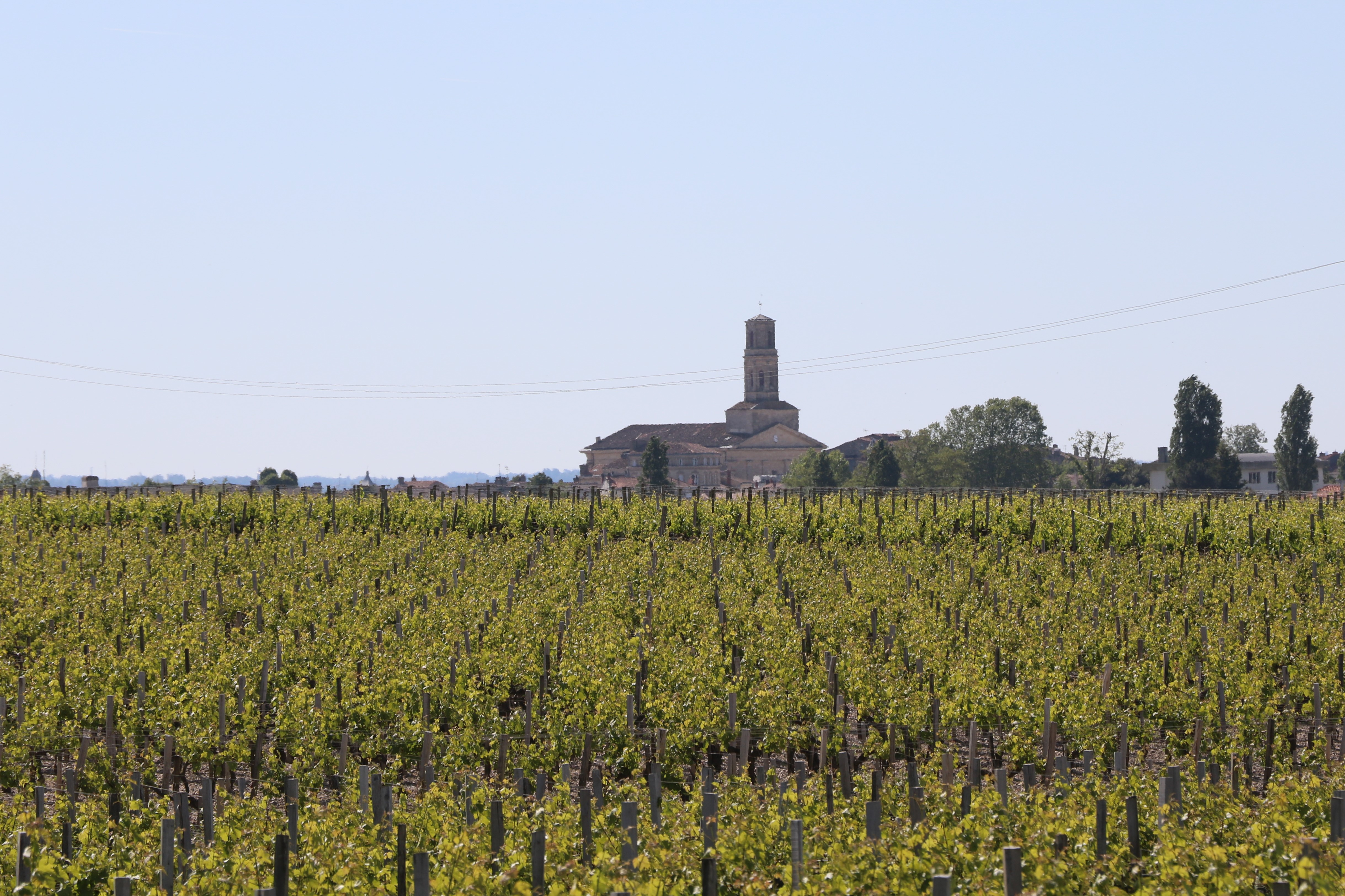
Pauillac is beroemd vanwege de drie premiers crus: Château Lafite-Rothschild, Château Latour en Château Mouton-Rothschild

Keizer Napoleon III vroeg voor de wereldtentoonstelling van Parijs in 1855 aan de Kamer van Koophandel van Bordeaux om een classificatie van de beste wijnen van de Bordeaux, die daar geëxposeerd zouden worden. De Kamer, bang om zich in een wespennest te steken, schoof de opdracht door naar een genootschap van wijnhandelaren. Die 
hebben daarop gereageerd door een systeem in het leven te roepen, waarbij châteaux geclassificeerd werden op basis van reputatie en handelsprijs van de wijnen. Het resultaat was de Classificatie van Bordeauxwijnen van 1855.
De beste wijnen (met als uitgangspunt: hoe hoger de prijs, hoe beter de wijn) werden verdeeld in 5 groepen van premier cru tot cinquième cru. Alle rode wijnen kwamen uit de Médoc, behalve Château Haut-Brion die uit de Graves kwam. Van de zoete witte wijnen, die toen veel belangrijker waren dan tegenwoordig, werden alleen Sauternes en Barsac geclassificeerd. 
De classificatie werd tot nog toe slechts tweemaal gewijzigd: in 1856 werd Château Cantemerle 5e cru, en in 1973 werd Château Mouton-Rothschild van deuxième cru tot premier cru gepromoveerd, na intriges en interventies die in noordelijke delen van Europa als "typisch Frans" werden ervaren, zonder dat dit wat zegt over de intrinsieke kwaliteiten van deze wijn. 
Er zijn nooit wijzigingen in de classificatie geweest als gevolg van groei of krimp van de wijngaarden, wat enigszins merkwaardig is  waar "terroir" een essentieel begrip is.
Er wordt al lang over gediscussieerd een nieuwe classificatie te maken, die meer recht doet aan de kwaliteitsverbeteringen (en -verslechteringen) die sinds 1855 zijn opgetreden. Ook enige wijnen die nu als cru bourgeois worden geclassificeerd hebben enige grand cru's qua kwaliteit voorbij gestreefd.
In de Bordeaux-gebieden Graves en Saint-Émilion worden alternatieve classificaties gevoerd.

## Opsomming van de geclassificeerde rode wijnen

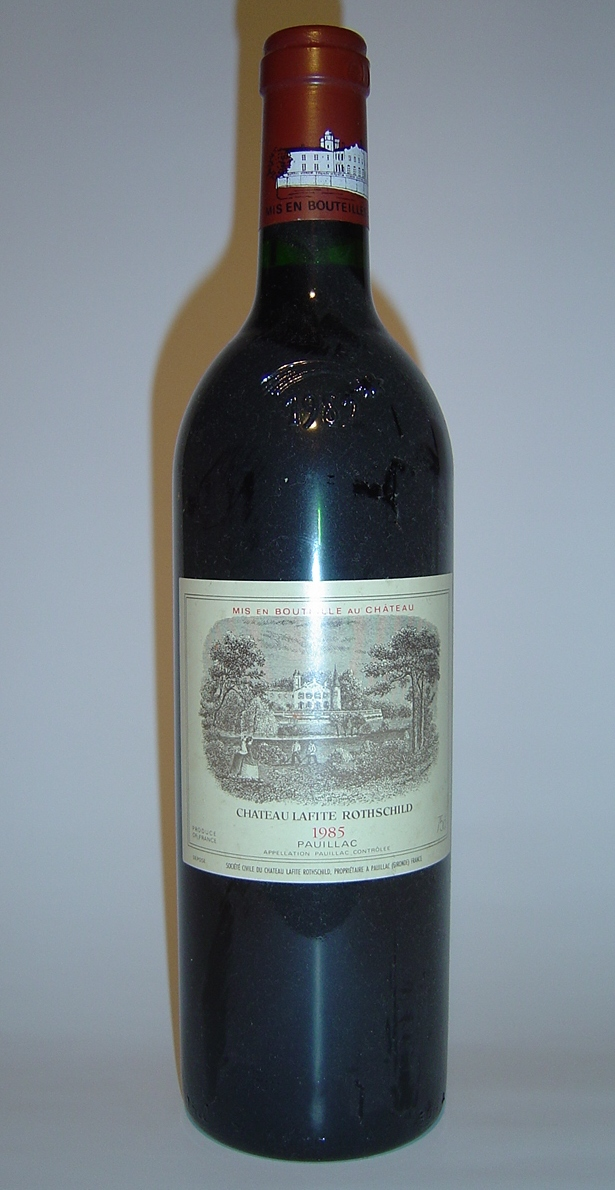
Château Lafite-Rothschild

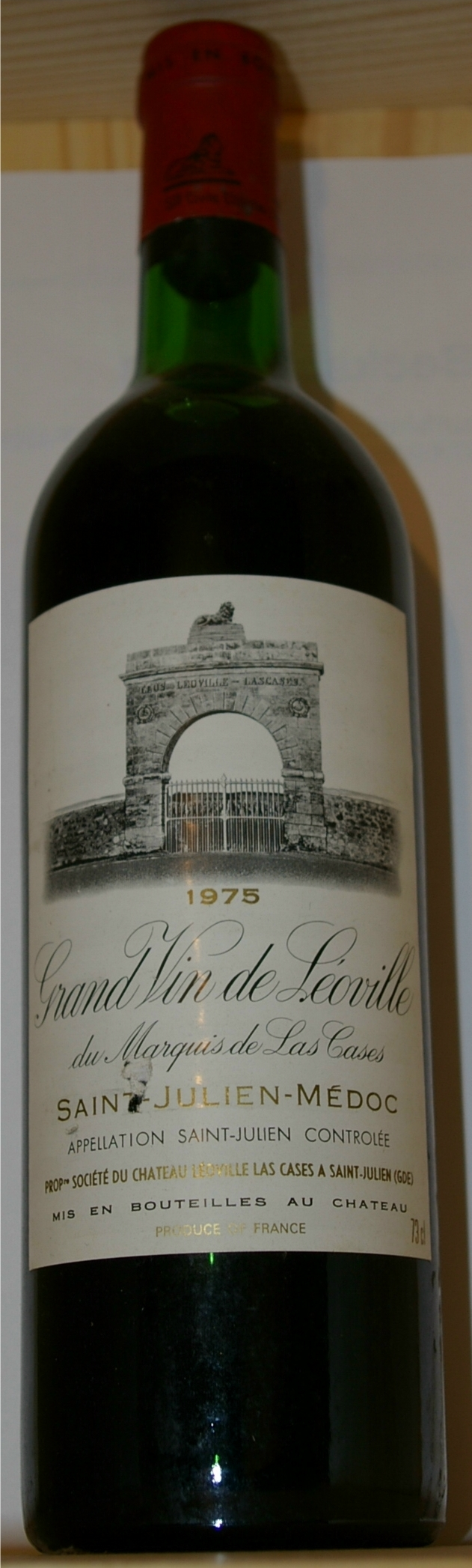
Château Léoville-Las Cases

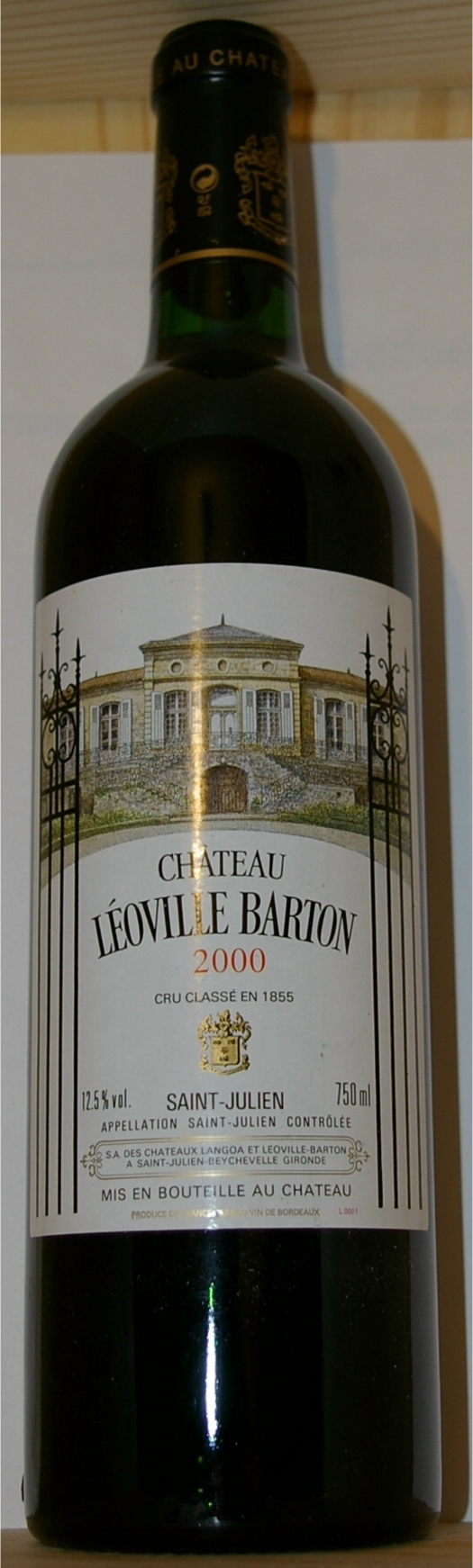
Château Léoville-Barton

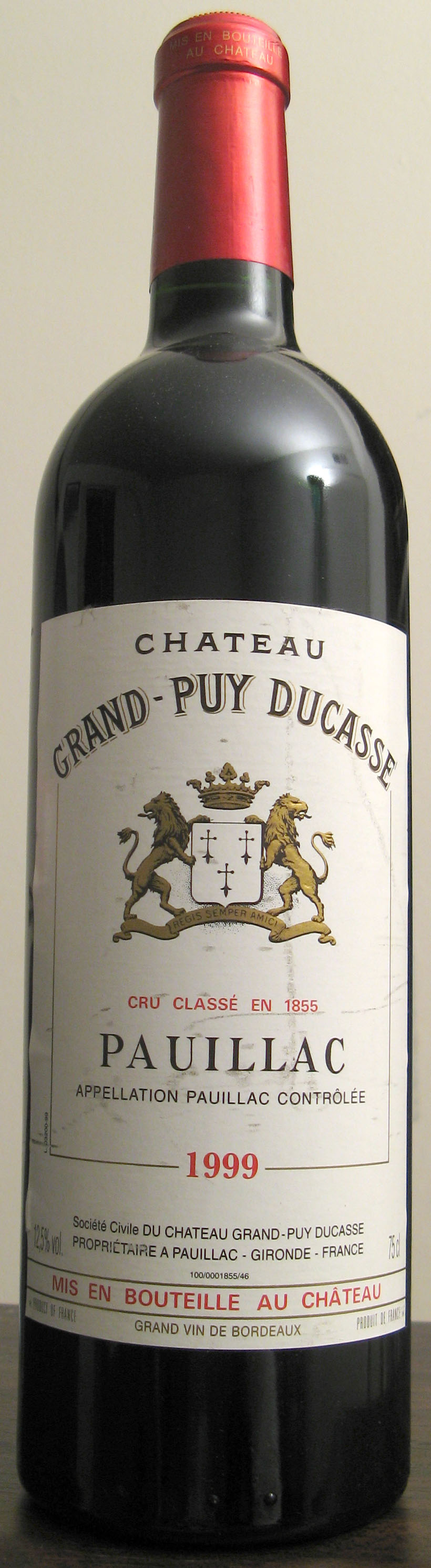
Château Grand-Puy-Ducasse

### Premiers crus
- Château Haut-Brion, Pessac, Graves (Pessac-Leognan sinds 1987)
- Château Lafite-Rothschild, Pauillac
- Château Latour, Pauillac
- Château Margaux, Margaux
- Château Mouton-Rothschild, Pauillac (sinds 1973)

### Deuxièmes crus
- Château Brane-Cantenac, Cantenac-Margaux (Margaux)
- Château Cos d'Estournel, Saint-Estephe
- Château Ducru-Beaucaillou, Saint-Julien
- Château Durfort-Vivens, Margaux
- Château Gruaud-Larose, Saint-Julien
- Château Lascombes, Margaux
- Château Léoville Barton, Saint-Julien
- Château Léoville Las Cases, Saint-Julien
- Château Léoville Poyferré, Saint-Julien
- Château Montrose, Saint-Estephe
- Château Pichon-Longueville-Baron, Pauillac (ook Château Pichon-Longueville genoemd)
- Château Pichon Longueville Comtesse de Lalande, Pauillac (ook Château Pichon-Lalande genoemd)
- Château Rauzan-Ségla, Margaux (ook gespeld als Château Rausan-Segla)
- Château Rauzan-Gassies, Margaux

### Troisièmes crus
- Château Boyd-Cantenac, Margaux
- Château Calon-Ségur, Saint-Estephe
- Château Cantenac-Brown, Cantenac-Margaux (Margaux)
- Château Desmirail, Margaux
- Château Ferrière, Margaux
- Château Giscours, Labarde-Margaux (Margaux)
- Château d'Issan, Cantenac-Margaux (Margaux)
- Château Kirwan, Cantenac-Margaux (Margaux)
- Château Lagrange, Saint-Julien
- Château La Lagune, Ludon (Haut-Medoc)
- Château Langoa Barton, Saint-Julien
- Château Malescot St. Exupery, Margaux
- Château Marquis d'Alesme Becker, Margaux
- Château Palmer, Cantenac-Margaux (Margaux)

### Quatrièmes crus
- Château Beychevelle, Saint-Julien
- Château Branaire-Ducru, Saint-Julien
- Château Duhart-Milon-Rothschild, Pauillac
- Château Lafon-Rochet, Saint-Estephe
- Château Marquis de Terme, Margaux
- Château Pouget, Cantenac-Margaux (Margaux)
- Château Prieuré-Lichine, Cantenac-Margaux (Margaux)
- Château Saint-Pierre, Saint-Julien
- Château Talbot, Saint-Julien
- Château La Tour Carnet, Saint-Laurent (Haut-Medoc)

### Cinquièmes crus
- Château Batailley, Pauillac
- Château Belgrave Saint-Laurent (Haut-Medoc)
- Château Camensac, Saint-Laurent (Haut-Medoc)
- Château Cantemerle Macau (Haut-Medoc)
- Château Clerc Milon, Pauillac
- Château Cos Labory, Saint-Estephe
- Château Croizet Bages, Pauillac
- Château Dauzac Labarde (Margaux)
- Château Grand-Puy-Lacoste, Pauillac
- Château Grand-Puy-Ducasse, Pauillac
- Château Haut-Bages Libéral, Pauillac
- Château Haut-Batailley, Pauillac
- Château Lynch-Bages, Pauillac
- Château Lynch-Moussas, Pauillac
- Château d'Armailhac, Pauillac
- Château Pédesclaux, Pauillac
- Château Pontet-Canet, Pauillac
- Château du Tertre, Arsac (Margaux)

## Opsomming van de geclassificeerde witte wijnen van Sauternes en Barsac

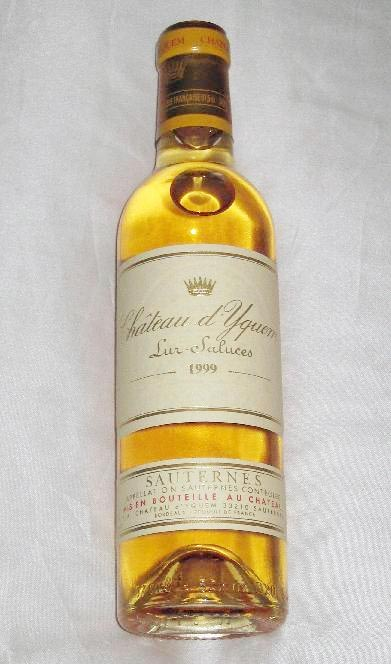
Château d’Yquem

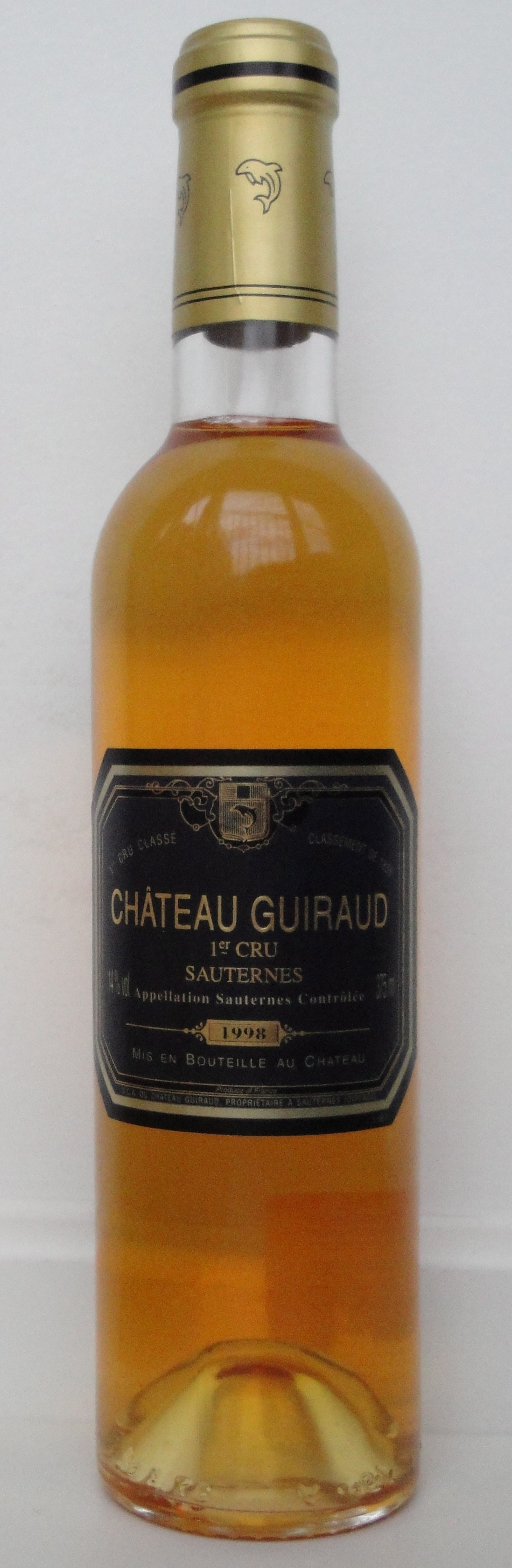
Château Guiraud

### Premier cru supérieur
- Château d'Yquem, Sauternes

### Premiers crus
- Château La Tour Blanche, Bommes (Sauternes)
- Château Lafaurie-Peyraguey, Bommes (Sauternes)
- Clos Haut-Peyraguey, Bommes (Sauternes)
- Château de Rayne-Vigneau, Bommes (Sauternes)
- Château Suduiraut, Preignac (Sauternes)
- Château Coutet, Barsac
- Château Climens, Barsac
- Château Guiraud, Sauternes
- Château Rieussec, Fargues (Sauternes)
- Château Rabaud-Promis, Bommes (Sauternes)
- Château Sigalas-Rabaud, Bommes (Sauternes)

### Deuxièmes crus
- Château de Myrat, Barsac
- Château Doisy Daëne, Barsac
- Château Doisy-Dubroca, Barsac
- Château Doisy-Védrines, Barsac
- Château d'Arche, Sauternes
- Château Filhot, Sauternes
- Château Broustet Barsac
- Château Nairac, Barsac
- Château Caillou, Barsac
- Château Suau, Barsac
- Château de Malle, Preignac (Sauternes)
- Château Romer, Fargues (Fargues)
- Château Romer du Hayot, (Farques, Barsac)
- Château Lamothe, Sauternes
- Château Lamothe-Guignard, Sauternes